# Amazona barbadensis
L'amazzone spallegialle (Amazona barbadensis) è un uccello della famiglia degli Psittacidi.

## Descrizione
Ha taglia attorno ai 33 cm e piumaggio base di un verde con riflessi brillanti dovuti alla bordatura nera delle penne. La testa presenta un evidente segno bianco frontale con una zona gialla nella regione perioculare e sulla corona. Guance e gola presentano un colore azzurro soffuso sopra il verde base. Le ali hanno evidenti segni gialli sulle spalle, così come gialli sono gli stivali (le penne che coprono la coscia). Lo specchio alare presenta poi un bel rosso alla base delle prime 4 remiganti secondarie. L'occhio ha iride arancione e anello perioftalmico bianco. Il becco è di colore corneo rosato con cera poco evidente; molto marcate invece le narici. Si individuano due sottospecie:
- Amazona b. barbadensis, specie di riferimento, è localizzata lungo la costa del Venezuela;

- A. b. rothschildi, si differenzia per il giallo della testa e delle ali meno esteso e leggermente soffuso di arancio, localizzata nelle Antille Olandesi e lungo la costa del Venezuela.

Le differenze tra le due sottospecie non sono costanti perché vivendo negli stessi areali si sono mescolate spesso e hanno dato origine a forme intermedie.

## Comportamento
Pappagallo che predilige le zone aride, spesso è stato segnalato lungo le scarpate rocciose. Ama sostare sulle acacie e si riunisce in piccoli gruppi, che a loro volta spesso si riuniscono in stormi più numerosi. Nidifica negli alberi cavi e negli anfratti rocciosi.
La stagione riproduttiva inizia in aprile; la femmina depone 2-3 uova, la cova dura 26 giorni. I piccoli escono dal nido a circa 8 settimane e per quasi altrettante sono ancora dipendenti dai genitori.

## Distribuzione
È una specie in grave pericolo perché il suo habitat è stato trasformato in zona turistica e conseguentemente distrutto. Abbastanza diffusa lungo la costa a nord del Venezuela, è scomparsa dall'isola di Aruba (Antille Olandesi), mentre ne sopravvivono ancora circa 800 individui sull'isola Margarita, circa 100 a Blanquilla e non più di 400 a Bonaire (altre isole dell'arcipelago delle Antille). Le speranze che questa specie non si estingua sono ormai molto legate alla riproduzione in cattività che ha registrato la nascita di alcuni soggetti in questi ultimi anni.